# Donald MacDonald (attore 1886-1972)
Donald MacDonald (8 febbraio 1886 – Los Angeles, 6 agosto 1972) è stato un attore e regista statunitense.

## Filmografia parziale

### Attore
- 45 Minutes from Broadway, regia di Joseph De Grasse (1920)
- Lorna Doone, regia di Maurice Tourneur (1922)

### Regista
- The Abandonment (1916)
- April (1916)